# Ким Чжу Э
Ким Чжу Э (кор. 김주애; род. ок. 2012) — дочь высшего руководителя КНДР Ким Чен Ына и его супруги Ли Соль Чжу. Впервые появившись на публике в ноябре 2022 года, стала часто сопровождать своего отца на мероприятиях и упоминаться в северокорейских СМИ. Считается возможной преемницей Ким Чен Ына на посту лидера КНДР.

## Биография
Считается, что Ким Чжу Э родилась в конце 2012 — начале 2013 года: в течение 2012 года её мать Ли Соль Чжу не появлялась на публике и не фигурировала в северокорейских СМИ, что впоследствии связали с её беременностью. Имя Чжу Э стало известно благодаря рассказам американского баскетболиста Денниса Родмана, который поддерживает близкие отношения с семьёй Кимов. В сентябре 2013 года он заявил, что «держал Чжу Э на руках», и назвал Ким Чен Ына «хорошим отцом».
Первое появление Ким Чжу Э на публике состоялось в ноябре 2022 года, когда она сопровождала своего отца во время запуска межконтинентальной баллистической ракеты «Хвасон-17». Государственные СМИ изначально называли её «любимой дочерью» Ким Чен Ына, но позже стали характеризовать её как «уважаемую дочь»: это обращение используется только по отношению к наиболее почитаемым членам северокорейского общества, таким как родители Ким Чжу Э.
Некоторые исследователи считают, что создание публичного образа для дочери Ким Чен Ына — это попытка закрепить образ семьи Кимов как абсолютной монархии и ответить на внутреннее соперничество в среде высокопоставленных чиновников КНДР. Другие также утверждают, что Ким Чжу Э была выбрана в качестве наследницы своего отца и может стать первой женщиной в истории КНДР на посту высшего руководителя.
Чтобы почтить память ноябрьского ракетного запуска, 15 февраля 2023 года вышли марки с изображением Ким Чжу Э. 18 февраля её заметили вместе с отцом во время празднования Дня сияющей звезды — фестиваля в честь дня рождения Ким Чен Ира, — а 9 сентября Чжу Э появилась на параде в честь 75-й годовщины Дня основания республики. В ходе новогоднего представления, проходившего на стадионе Первого мая 1 января 2024 года, Ким Чжу Э также стояла рядом со своим отцом. В конце декабря 2024 года, вместе с отцом посетила недавно построенную прибрежную туристическую зону «Вонсан-Кальма», которая открылась в июне 2025 года.

## Семья
Считается, что у Ким Чжу Э есть старший брат Ким Чен Чжу, появившийся на свет в 2010 году, а также младший брат либо сестра 2017 года рождения.